# Vianney Lebasque
Pour les articles homonymes, voir Lebasque.
Vianney Lebasque est un réalisateur, scénariste et producteur français.

## Biographie

### Jeunesse et formations
Vianney Lebasque étudie le montage à l'école supérieure de réalisation audiovisuelle (ESRA) à Paris. Après cette formation, il tourne et monte ses courts-métrages dans les années 2000 dont Unza Unza qui reçoit le premier prix d'un concours organisé par Publicis en 2007. Remarqué sur internet, il réalise des making-of dont celui de la série télévisée Bref, puis son premier long-métrage Les Petits Princes en 2013.

### Carrière
En 2013, Vianney Lebasque écrit au côté de Mathieu Gompel et réalise son premier long-métrage Les Petits Princes pour lequel il reçoit le prix Cinéma de la fondation Barrière, ainsi qu'une nomination du César du meilleur espoir masculin pour le jeune Paul Bartel en 2014 au cinéma.
Pour le bouquet OCS, il écrit avec Joris Morio et Victor Rodenbach et réalise, la série télévisée Les Grands. 
La série reçoit trois prix au festival fiction TV de La Rochelle 2016. Meilleure série 26 min, meilleur espoir féminin pour Adèle Wismes et prix de la jeunesse de la région Poitou Charentes. 
Il co-écrit et réalise également la saison 2 qui sera diffusée en 2017 sur OCS.
Le 5 janvier 2018, il est président du jury du festival de court métrage : Tous En Short

## Filmographie

### En tant que réalisateur

#### Longs métrages
- 2013 : Les Petits Princes
- 2014 : Harmony[3]
- 2018 :  Chacun pour tous
- 2019 : Selfie

#### Courts métrages
- 2001 : Koutchi Koutchi[3]
- 2004 : Rue[3]
- 2007 : Unza Unza[3]
- 2008 : Phantom +48V[3]

#### Séries télévisées
- 2016 : Les Grands

### En tant que scénariste

#### Longs métrages
- 2013 : Les Petits Princes

#### Séries télévisées
- 2016 : Les Grands

### En tant que producteur
- 2010 : Scène de Stephen Rousselin (court-métrage produit sous le nom de Vianney Chesneau)

## Distinctions

### Récompenses
- Publicis 2007 : Prix du meilleur court-métrage pour Unzo Unzo[1]
- Fondation Barrière 2013 : Prix Cinéma du meilleur long-métrage pour Les Petits Princes[2]
- Festival de la fiction TV de La Rochelle 2017 : Meilleure réalisation pour Les Grands[4]

1. 1 2  « OCS Signature : Les Grands », sur OCS Signature, 9 mars 2016 (consulté le 8 novembre 2016).
2. 1 2  « La Fondation Barrière - Cinéma : Les Lauréats », sur Groupe Barrière (consulté le 8 novembre 2016).
3. 1 2 3 4 5  « Vianney Lebasque », sur Agencesartistiques.com (consulté le 8 novembre 2016).
4. ↑  Jean-Christophe Nurbel, « Le palmarès du Festival de la Fiction TV de la Rochelle 2017 », sur Bulles de Culture, 17 septembre 2017 (consulté le 17 septembre 2017).

5. Élément clé de l’Opej Sc